# Malpighia harrisii
Malpighia harrisii är en tvåhjärtbladig växtart. Malpighia harrisii ingår i släktet Malpighia och familjen Malpighiaceae.

## Underarter
Arten delas in i följande underarter:
- M. h. harrisii
- M. h. vivaldii